# Medaillenspiegel der Olympischen Winterspiele 1936
Diese Tabelle zeigt den Medaillenspiegel der Olympischen Winterspiele 1936 in Garmisch-Partenkirchen. Die Platzierungen sind nach der Anzahl der gewonnenen Goldmedaillen sortiert, gefolgt von der Anzahl der Silber- und Bronzemedaillen. Weisen zwei oder mehr Länder eine identische Medaillenbilanz auf, werden sie alphabetisch geordnet auf dem gleichen Rang geführt. Dies entspricht dem System, das vom IOC verwendet wird.

## Medaillenspiegel
| Platz | Mannschaft               | Gold | Silber | Bronze | Gesamt |
| ----- | ------------------------ | ---- | ------ | ------ | ------ |
| 01    | Norwegen (NOR)           | 7    | 5      | 3      | 15     |
| 02    | Deutsches Reich (GER)    | 3    | 3      | —      | 6      |
| 03    | Schweden (SWE)           | 2    | 2      | 3      | 7      |
| 04    | Finnland (FIN)           | 1    | 2      | 3      | 6      |
| 05    | Schweiz (SUI)            | 1    | 2      | —      | 3      |
| 06    | Österreich (AUT)         | 1    | 1      | 2      | 4      |
| 07    | Großbritannien (GBR)     | 1    | 1      | 1      | 3      |
| 08    | Vereinigte Staaten (USA) | 1    | —      | 3      | 4      |
| 09    | Kanada (CAN)             | —    | 1      | —      | 1      |
| 10    | Frankreich (FRA)         | —    | —      | 1      | 1      |
| 0     | Ungarn (HUN)             | —    | —      | 1      | 1      |
|       | Gesamt                   | 17   | 17     | 17     | 51     |

## Medaillenspiegel Demonstrationswettbewerbe*
| Platz | Mannschaft               | Gold | Silber | Bronze | Gesamt |
| ----- | ------------------------ | ---- | ------ | ------ | ------ |
| 01    | Österreich (AUT)         | 3    | 1      | 1      | 5      |
| 02    | Königreich Italien (ITA) | 1    | —      | —      | 1      |
| 03    | Deutsches Reich (GER)    | —    | 2      | 1      | 3      |
| 04    | Finnland (FIN)           | —    | 1      | —      | 1      |
| 05    | Schweden (SWE)           | —    | —      | 1      | 1      |
| 0     | Tschechoslowakei (TCH)   | —    | —      | 1      | 1      |
|       | Gesamt                   | 4    | 4      | 4      | 12     |

* Zu den Demonstrationswettbewerben gehörten Eisstockschießen (3) und Militärpatrouille (1).